# Idioma moabita
El moabita fue un antiguo dialecto hebraico utilizado por los moabitas. Se ubicaban al oeste de la actual Jordania. Se escribía mediante una variante del alfabeto fenicio.

## Aspectos históricos, sociales y culturales
La principal fuente de conocimiento sobre el moabita proviene de la estela de Mesa, que es el único texto extenso conocido en este idioma. Además, se halló una inscripción de tres líneas en El-Kerak, así como unos cuantos sellos.

## Descripción lingüística
Las principales características que distinguen al moabita de otras lenguas cananeas como el hebreo son: marca de plural en -în en lugar de -îm (p. ej. mlkn, «reyes» para el hebreo bíblico məlākîm), como ocurre en arameo y árabe; retención de la marca de femenino -at que en hebreo bíblico se reduce a -āh (p. ej. qryt, «ciudad» para el hebreo bíblico qiryāh, que no obstante la retiene en el estado constructo nominal: p. ej. qiryát yisrael, «ciudad de Israel»); y retención de una forma verbal con -t- infija, también encontrada en árabe y acadio (p. ej. w-’ltḥm, «comencé a luchar», de la raíz lḥm).
De acuerdo con Glottolog no era un idioma diferenciado del hebreo.